# Masse critique (réaction nucléaire)
Pour les articles homonymes, voir masse critique.

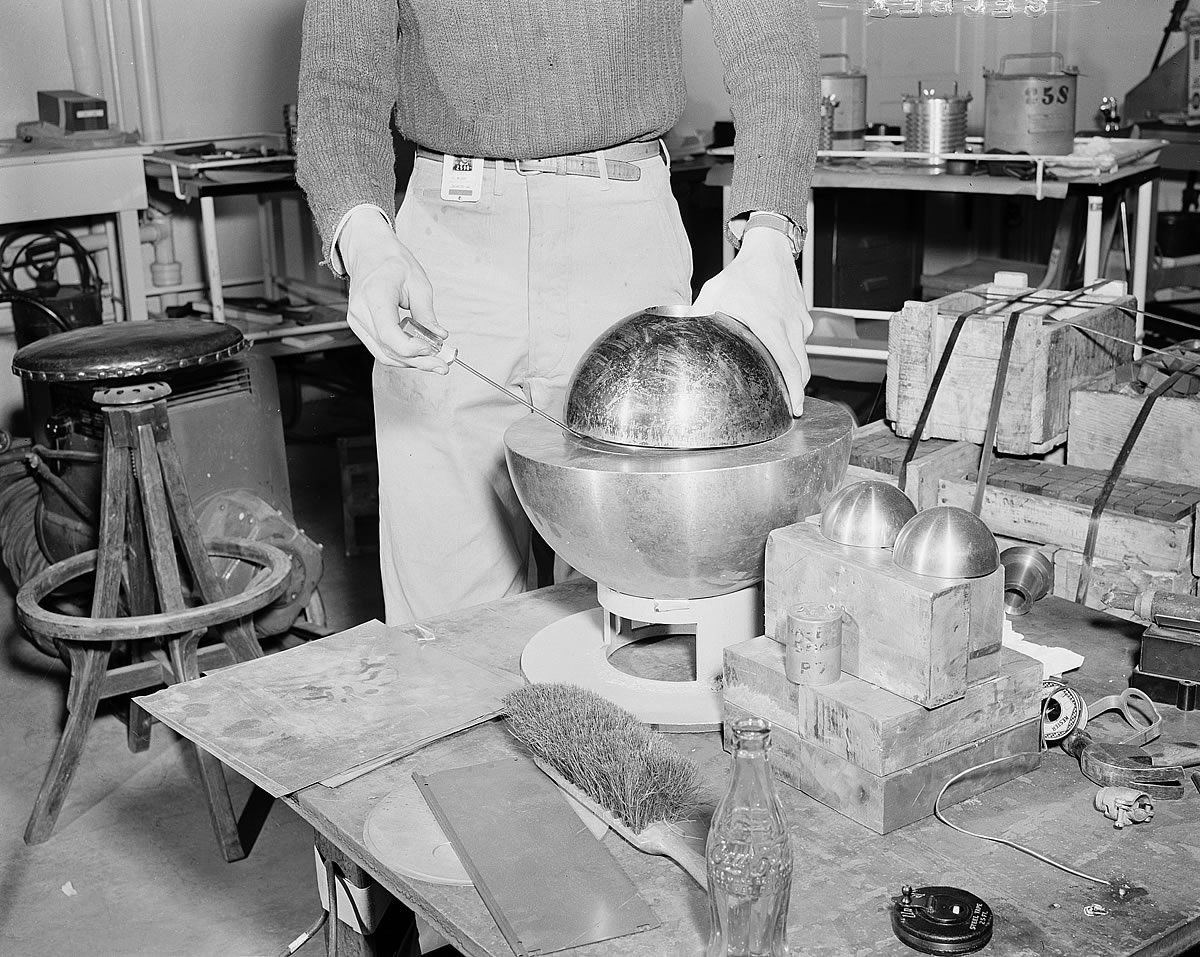
Reconstitution de l'accident de criticité ayant causé la mort de Louis Slotin en 1946 dans le laboratoire de Los Alamos

La masse critique de matière fissile est la masse minimale de matière suffisant au déclenchement d'une réaction de fission nucléaire en chaîne (voir aussi : fission nucléaire).

## Caractérisation
Elle dépend des propriétés nucléaires du matériau considéré (section efficace de fission, et nombre de neutrons produits par la fission), mais aussi de ses propriétés physiques (en particulier de sa densité), de sa forme et de sa pureté.
En effet, un matériau fissible est un matériau qui contient des atomes lourds (ex. : uranium 235) qui se cassent (fission) sous l'impact d'un neutron. Le résultat de cette fission consiste en des produits résiduels de fission, de l'énergie (principalement thermique) et l'émission de deux à trois nouveaux neutrons, qui eux-mêmes vont casser d'autres noyaux, etc., d'où le terme de « réaction en chaîne ».
Néanmoins, ce processus est théorique. En simplifiant, tous les neutrons ne sont pas absorbés par un noyau fissible : certains sont absorbés par des impuretés, d'autres sortent du matériau sans avoir pu rencontrer un noyau à casser.
Ainsi, en faisant varier la taille, la densité, la pureté du matériau, la forme même, une plus grande proportion de neutrons va être efficace. Pour une quantité minimale de matériau, la réaction en chaîne peut démarrer, c'est ce qu'on appelle la « masse critique ».
En entourant le matériau fissile d'un réflecteur de neutrons, on favorise la fission, ce qui diminue la quantité nécessaire au déclenchement de la réaction ; en revanche, la présence d'un absorbeur de neutrons au sein de la matière fissile entraîne l'effet contraire.

## Valeurs de masses critiques
Masses critiques de quelques isotopes fissiles en configuration sphérique et à une densité donnée :
| Isotope       | Masse critique (kg) | Demi-vie (années) | Puissance résiduelle (W/kg) | Production de neutrons par fissions spontanées (neutrons kg−1 s−1) |
| ------------- | ------------------- | ----------------- | --------------------------- | ------------------------------------------------------------------ |
| Uranium 233   | 16                  | 160 000           | 0,28                        | 1,2                                                                |
| Uranium 235   | 48                  | 700 000 000       | 0,00006                     | 0,36                                                               |
| Neptunium 237 | 59                  | 2 100 000         | 0,021                       | 0,14                                                               |
| Plutonium 238 | 10                  | 88                | 560                         | 2 700 000                                                          |
| Plutonium 239 | 10                  | 24 000            | 2,0                         | 22                                                                 |
| Plutonium 240 | 37                  | 6 600             | 7                           | 1 000 000                                                          |
| Plutonium 241 | 13                  | 14                | 6,4                         | 49                                                                 |
| Plutonium 242 | 89                  | 380 000           | 0,12                        | 1 700 000                                                          |
| Américium 241 | 57                  | 430               | 110                         | 1 500                                                              |

## Exemples
- Dans un réacteur nucléaire, la quantité de matière radioactive dépasse la masse critique, mais la réaction en chaîne est contrôlée pour ne pas s'emballer en stabilisant le flux de neutrons. Ceci est obtenu par l'insertion ou le retrait de barres de contrôle contenant un matériau absorbeur de neutrons.

- Dans les bombes atomiques (voir schémas dans cet article), le but recherché est de maintenir le matériau radioactif en dessous de la masse critique avant le moment souhaité de l'explosion, puis de l'amener brusquement au dessus de la masse critique pour déclencher l'explosion. Pour cela, deux méthodes existent :
  - l'insertion, méthode la plus simple : dans une sorte de tube de canon, deux masses subcritiques sont projetées l'une à l'intérieur de l'autre, l'assemblage étant critique. Exemple : bombe d'Hiroshima à l'uranium ;
  - l'implosion, méthode plus performante parce que plus rapide : une sphère creuse de matériaux fissiles est compressée par des lentilles explosives pour former une boule très dense, supercritique. Exemple : bombe de Nagasaki au plutonium.

L'Agence internationale de l'énergie atomique (AIEA) définit comme une « quantité significative » de matière fissible la quantité de matière nécessaire pour faire une bombe à implosion de première génération, du type de celle de Nagasaki. Les quantités significatives retenues par l'AIEA sont de 8 kg de plutonium, et 25 kg d'U235 sous forme d'uranium hautement enrichi (en tenant compte des pertes de production). Toutefois, les États-Unis ont rendu public le fait que 4 kg de plutonium suffisent à réaliser un engin nucléaire explosif. Si on se fonde sur le même ratio de masse critique, une quantité trois fois supérieure (de l'ordre de 12 kg) d'UHE (Uranium Hautement Enrichi) serait suffisante pour un engin de cette technologie.